# Krajowa Rada Prokuratury
Krajowa Rada Prokuratury (KRP) – nieistniejący organ państwowy posiadający kompetencje władcze w zakresie powoływania i odwoływania prokuratorów prokuratury w Polsce oraz stojący na straży ich niezależności, utworzony z dniem 31 marca 2010 r wskutek wejścia w życie reformy polegającej na rozdzieleniu organów: ministra sprawiedliwości i Prokuratora Generalnego, a zlikwidowany z dniem 28 stycznia 2016 r. ustawą Prawo o prokuraturze odwracającą tę reformę. 
Zasadniczym celem reformy było zwiększenie stopnia autonomii i niezależności prokuratorów, poprzez wyłączenie prokuratury z administracji rządowej oraz równoczesne powierzenie KRP kompetencji kontrolnych nad działalnością niezależnego Prokuratora Generalnego stojącego odtąd na czele prokuratury. KRP była w swojej konstrukcji wzorowana na Krajowej Radzie Sądownictwa (KRS) i spełniała wobec prokuratorów zadania zbliżone do tych, jakie KRS wypełnia względem sędziów, natomiast w przeciwieństwie do tej ostatniej nie była organem konstytucyjnym, lecz umocowanym w ustawie o prokuraturze. 

## Kompetencje
Do zadań i kompetencji Krajowej Rady Prokuratury należało:
- stanie na straży niezależności prokuratorów
- opiniowanie projektów aktów normatywnych (ustaw, rozporządzeń) dotyczących prokuratury
- zapoznawanie się z informacjami prokuratura generalnego o pracy prokuratury i opiniowanie ich
- składanie wniosku do prezydenta RP o odwołanie prokuratora generalnego (w przypadkach określonych w ustawie)
- opiniowanie wniosku o odwołanie prokuratora generalnego z inicjatywy premiera
- stawianie prokuratora generalnego w stan oskarżenia przed sądem dyscyplinarnym
- rozpatrywanie sprawozdań rzecznika dyscyplinarnego przy prokuratorze generalnym
- ocena kandydatur na stanowiska w prokuraturze i przedstawianie prokuratorowi generalnemu opinii w tym zakresie
- rozpatrywanie wniosków prokuratora generalnego o odwołanie prokuratora apelacyjnego, okręgowego, rejonowego lub ich zastępców przed upływem kadencji
- opiniowanie wniosków prokuratorów o pozostanie w stanie czynnym pomimo osiągnięcia wieku emerytalnego (65 lat)
- opiniowanie wniosków prokuratorów w stanie spoczynku o powrót do czynnej pracy
- opiniowanie zasad oceny asesorów prokuratorskich
- zajmowanie stanowiska we wszelkich sprawach dotyczących prokuratury, o których zaopiniowanie zwróci się prezydent RP, inne organy władzy publicznej lub kolegialne organy prokuratury
- uchwalanie zasad etyki prokuratorskiej i nadzorowanie ich przestrzegania
- opiniowanie projektów zarządzeń i wytycznych, które zamierza wydać prokurator generalny
- wydawanie opinii na temat stanu kadr prokuratury i kwestii szkolenia prokuratorów oraz asesorów i aplikantów prokuratorskich
- opiniowanie okresowych ocen realizacji zadań prokuratury
- opiniowanie kandydatów na dyrektora Krajowej Szkoły Sądownictwa i Prokuratury (KSSP)
- powoływanie trzech członków Rady Programowej KSSP
- ustalanie liczebności prokuratorskich sądów dyscyplinarnych.

## Skład

### Sposób wyłaniania
Członków KRP powoływały:

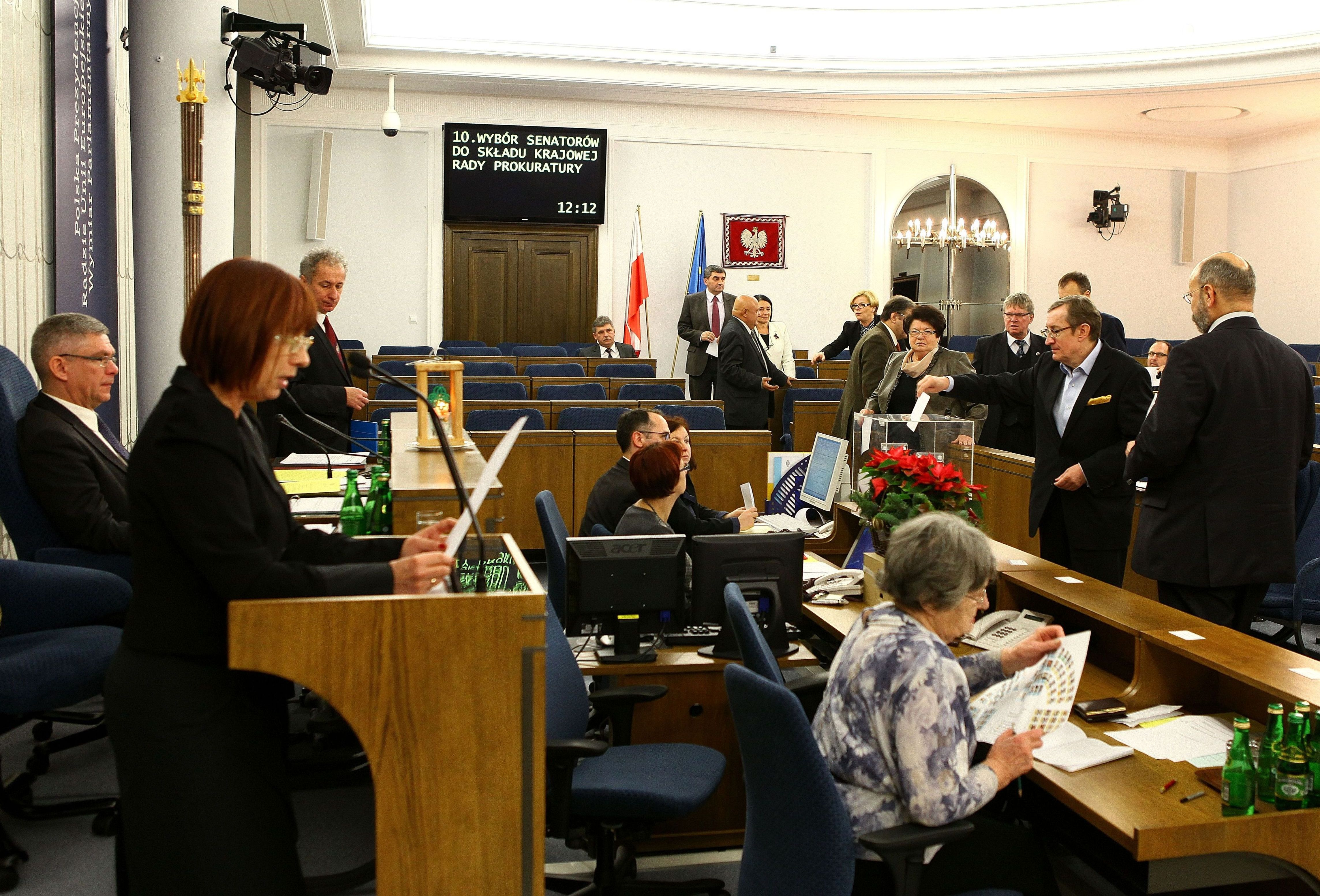
Wybory do Krajowej Rady Prokuratury w Senacie RP (2011)

1. zgromadzenia prokuratorów prokuratur apelacyjnych – 11 członków (po jednym z każdej apelacji)
2. zebranie prokuratorów Naczelnej Prokuratury Wojskowej – 1 członek
3. zebranie prokuratorów Instytutu Pamięci Narodowej – 1 członek
4. zebranie prokuratorów Prokuratury Generalnej – 3 członków
5. Sejm Rzeczypospolitej Polskiej – 4 członków
6. Senat Rzeczypospolitej Polskiej – 2 członków
7. Prezydent Rzeczypospolitej Polskiej – 1 członek.

Ponadto w KRP z urzędu zasiadali:
- prokurator generalny RP
- minister sprawiedliwości RP.

Członkowie wybrani z grona prokuratorów pełnili swój urząd przez czteroletnią kadencję, z możliwością jednej reelekcji. Posłowie i senatorowie byli wybierani na cały okres trwania swojej kadencji parlamentarnej. Prezydent RP mógł w dowolnej chwili zmienić reprezentującą go w KRP osobę.

### Przewodniczący
- Edward Zalewski (2010–2015)
- Marek Staszak (2015–2016)

## Zniesienie
Organ zniesiono w ramach reformy prokuratury w 2016 r. 
Powołane w tym samym czasie ciało o podobnej nazwie – Krajowa Rada Prokuratorów przy Prokuratorze Generalnym – ma zupełnie inny status i kompetencje, tj. stanowi samorząd zawodu służby publicznej prokuratorów, pozbawiony kompetencji władczych i wykonujący zadania jedynie środowiskowo-opiniodawcze.